# José Manuel López (futbolista)
José Manuel Alberto López (San Lorenzo, Corrientes, 6 de diciembre de 2000), popularmente conocido como «Flaco» López, es un futbolista profesional argentino que se desempeña como delantero y actualmente juega en la Sociedade Esportiva Palmeiras del Campeonato Brasileño de Serie A.

## Trayectoria
| Club      | País      | Año           |
| --------- | --------- | ------------- |
| Lanús     | Argentina | 2020-2022     |
| Palmeiras | Brasil    | 2022-presente |

## Estadísticas

### Clubes
Actualizado hasta su último partido disputado el 17 de agosto de 2025.
| Club                     | Temporada     | Div.          | Liga  | Liga  | Liga   | Copas | Copas | Copas  | Internacional | Internacional | Internacional | Total | Total | Total  | Media goleadora |
| Club                     | Temporada     | Div.          | Part. | Goles | Asist. | Part. | Goles | Asist. | Part.         | Goles         | Asist.        | Part. | Goles | Asist. | Media goleadora |
| ------------------------ | ------------- | ------------- | ----- | ----- | ------ | ----- | ----- | ------ | ------------- | ------------- | ------------- | ----- | ----- | ------ | --------------- |
| C. A. Lanús Argentina    | 2021          | 1.ª           | 25    | 13    | 2      | 10    | 1     | 0      | 5             | 1             | 1             | 40    | 15    | 3      | 0.38            |
| C. A. Lanús Argentina    | 2022          | 1.ª           | —     | —     | —      | 14    | 7     | 1      | 5             | 0             | 1             | 19    | 7     | 2      | 0.37            |
| C. A. Lanús Argentina    | Total club    | Total club    | 25    | 13    | 2      | 24    | 8     | 1      | 10            | 1             | 2             | 59    | 22    | 5      | 0.37            |
| S. E. Palmeiras · Brasil | 2022          | 1.ª           | 12    | 2     | 0      | —     | —     | —      | 2             | 0             | 0             | 14    | 2     | 0      | 0.14            |
| S. E. Palmeiras · Brasil | 2023          | 1.ª           | 22    | 5     | 0      | 11    | 2     | 1      | 7             | 1             | 1             | 40    | 8     | 2      | 0.20            |
| S. E. Palmeiras · Brasil | 2024          | 1.ª           | 35    | 10    | 2      | 18    | 10    | 2      | 8             | 2             | 2             | 61    | 22    | 6      | 0.36            |
| S. E. Palmeiras · Brasil | 2025          | 1.ª           | 16    | 4     | 0      | 15    | 5     | 3      | 10            | 6             | 1             | 41    | 15    | 4      | 0.37            |
| S. E. Palmeiras · Brasil | Total club    | Total club    | 84    | 21    | 2      | 44    | 17    | 6      | 27            | 9             | 4             | 156   | 47    | 12     | 0.30            |
| Total carrera            | Total carrera | Total carrera | 110   | 34    | 4      | 68    | 25    | 7      | 37            | 10            | 6             | 215   | 69    | 17     | 0.32            |
| 1. 2. 3.                 |               |               |       |       |        |       |       |        |               |               |               |       |       |        |                 |

### Tripletes
| 1 | 23-02-2022 | Ciudad de Quilmes, Quilmes | Lanús - Defensores de Cambaceres |  | 5 - 0 | Copa Argentina 2022 |

## Palmarés

### Torneos regionales
| Título              | Club            | Región    | Año  |
| ------------------- | --------------- | --------- | ---- |
| Campeonato Paulista | S. E. Palmeiras | São Paulo | 2024 |

### Torneos nacionales
| Título              | Club            | País   | Año  |
| ------------------- | --------------- | ------ | ---- |
| Serie A             | S. E. Palmeiras | Brasil | 2022 |
| Supercopa de Brasil | S. E. Palmeiras | Brasil | 2023 |
| Serie A             | S. E. Palmeiras | Brasil | 2023 |